# Holyoke
Holyoke je město ve Spojených státech amerických. Nachází se v okrese Hampden County ve státě Massachusetts. Ve městě žije přibližně 38 tisíc obyvatel a jeho rozloha činí 59,1 km². Leží nedaleko Mount Tom Range asi 13 kilometrů severně od Springfieldu v nadmořské výšce asi 370 m n. m.
Město roku 1850 založil George C. Ewing. Městem protéká řeka Connecticut. Své sídlo zde má společnost Holyoke Publishing, sídlí zde Massachusetts Green High Performance Computing Center a International Volleyball Hall of Fame (město se proto někdy nazývá Birthplace of Volleyball). Během 19. století bylo město významné pro svou produkci papíru určeného k psaní, kdy produkovalo až 80 % veškeré produkce v USA. Město se proto dodnes někdy nazývá The Paper City. V roce 2016 bylo asi 90 % energie využívané městem uhlíkově neutrální.

## Rodáci
- George Geran (1896–1981)
- Hal Blaine (1929–2019) – americký bubeník
- Ann Dowd (* 1956) – americká herečka
- Morris Swadesh (1909–1967) – americký lingvista (1909–1967)
- Adam Pineault (* 1986) – americký lední hokejista